# العلاقات الجورجية القطرية
العلاقات الجورجية القطرية هي العلاقات الثنائية التي تجمع بين جورجيا وقطر.

## مقارنة بين البلدين
هذه مقارنة عامة ومرجعية للدولتين:
| وجه المقارنة                                              | جورجيا                          | قطر           |
| --------------------------------------------------------- | ------------------------------- | ------------- |
| المساحة (كم2)                                             | 69.70 ألف                       | 11.44 ألف     |
| عدد السكان (نسمة)                                         | 3.72 مليون                      | 2.64 مليون    |
| الكثافة السكانية (ن./كم²)                                 | 53.37                           | 230.77        |
| العاصمة                                                   | تبليسي، كوتايسي                 | الدوحة        |
| اللغة الرسمية                                             | اللغة الجورجية، اللغة الأبخازية | اللغة العربية |
| العملة                                                    | لاري جورجي                      | ريال قطري     |
| الناتج المحلي الإجمالي (بليون دولار)                      | 15.16 مليار                     | 167.61 مليار  |
| الناتج المحلي الإجمالي (تعادل القوة الشرائية) بليون دولار | 35.68 مليار                     | 316.40 مليار  |
| الناتج المحلي الإجمالي الاسمي للفرد دولار أمريكي          | 3.79 ألف                        | 73.65 ألف     |
| الناتج المحلي الإجمالي للفرد دولار أمريكي                 |                                 | 141.54 ألف    |
| مؤشر التنمية البشرية                                      | 0.754                           | 0.850         |
| رمز المكالمات الدولي                                      | +995                            | +974          |
| رمز الإنترنت                                              | .ge، .გე ‏                       | .qa           |
| المنطقة الزمنية                                           | ت ع م+04:00                     | ت ع م+03:00   |

## مدن متوأمة
في ما يلي قائمة باتفاقيات التوأمة بين مدن جورجية وقطرية:
- ترتبط تبليسي مع الدوحة باتفاقية توأمة منذ 1975.

## منظمات دولية مشتركة
يشترك البلدان في عضوية مجموعة من المنظمات الدولية، منها:
| علم المنظمة | اسم المنظمة                   | تاريخ انضمام جورجيا | تاريخ انضمام قطر |
| ----------- | ----------------------------- | ------------------- | ---------------- |
|             | يونسكو                        | 7 أكتوبر 1992       | 27 يناير 1972    |
|             | مؤسسة التمويل الدولية         | 29 يونيو 1995       | 11 أكتوبر 2008   |
|             | منظمة التجارة العالمية        | 14 يونيو 2000       | ?                |
|             | الاتحاد البريدي العالمي       | ?                   | ?                |
|             | الاتحاد الدولي للاتصالات      | 7 يناير 1993        | 27 مارس 1973     |
|             | الأمم المتحدة                 | 31 يوليو 1992       | 21 سبتمبر 1971   |
|             | البنك الدولي للإنشاء والتعمير | 7 أغسطس 1992        | 25 سبتمبر 1972   |
|             | المنظمة الهيدروغرافية الدولية | ?                   | ?                |

## وصلات خارجية
- موقع وزارة الخارجية الجورجية
- موقع وزارة الخارجية القطرية